# Parczelina trójlistkowa
Parczelina trójlistkowa (Ptelea trifoliata L.) – gatunek rośliny wieloletniej z rodziny rutowatych. Pochodzi z Ameryki Północnej. Jest uprawiany w wielu krajach świata o klimacie umiarkowanym (również w Polsce).

## Morfologia

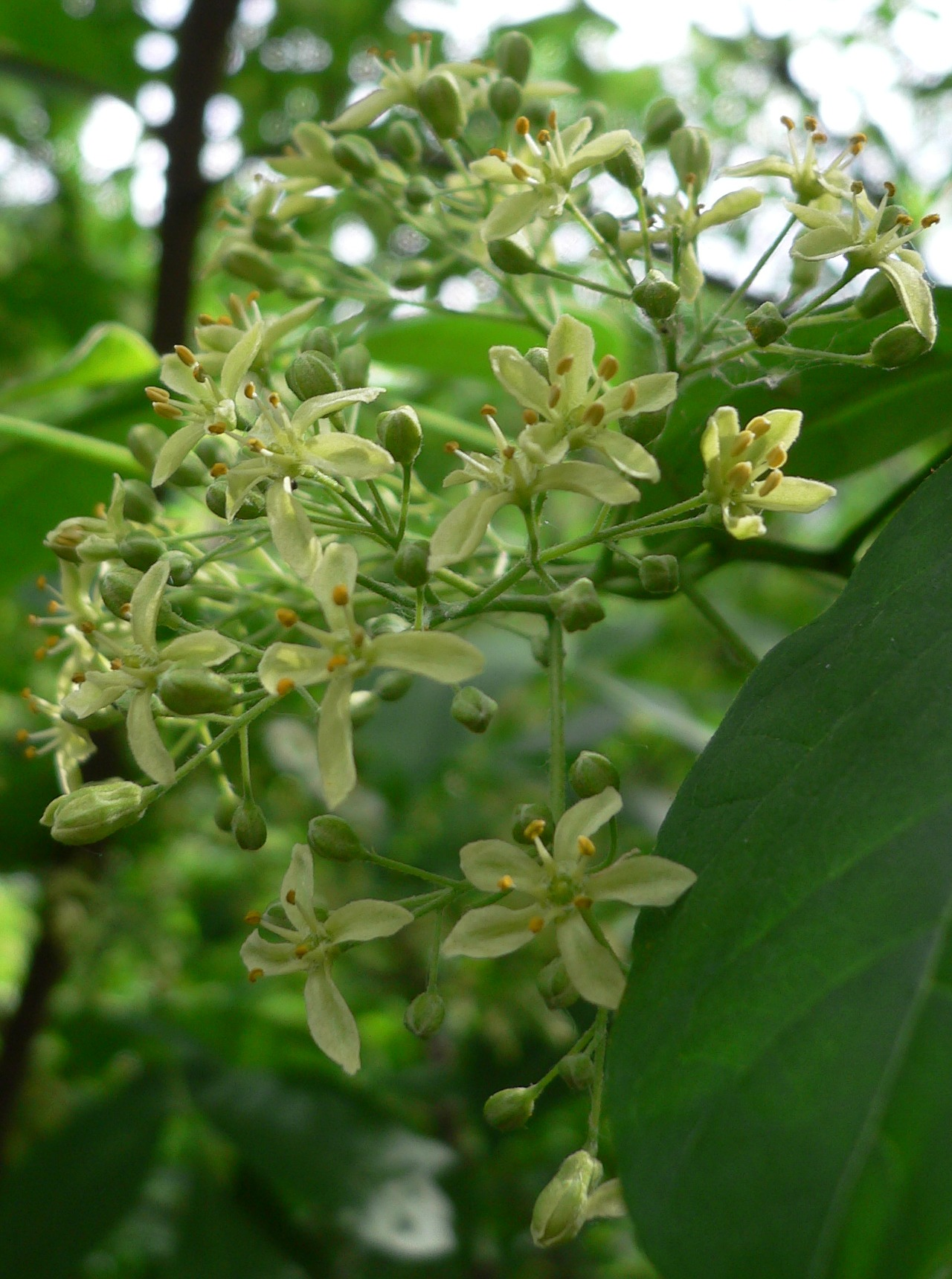
Kwiaty

PokrójDrzewo o wysokości do 8 m. Kora brązowa.
LiścieZłożone z trzech całobrzegich, ciemnozielonych listków o długości do 10 cm.
KwiatyNiepozorne, promieniste, czterokrotne, zebrane w baldachogrona, koloru zielonkawożółtego. Wydzielają miły goździkowy zapach. Kwitnie w czerwcu.
OwoceOkrągły skrzydlak z dwoma spłaszczonymi orzeszkami, otoczony w koło szerokim skrzydełkiem. Pachnie chmielem. Podobny do owoców wiązu.

## Zastosowanie
- Roślina ozdobna. W Polsce jest czasami sadzona w parkach i ogrodach. Jest całkowicie mrozoodporna, może być uprawiana w strefach 2-9[5]. Roślina cieniolubna, powinna być uprawiana w miejscu zacienionym, na przepuszczalnej glebie o wysokim poziomie wód gruntowych[5]. Kultywar `Aurea` ma za młodu żółte liście, potem zmieniające kolor na jasnozielony[5].
- W Ameryce Północnej owoce parczeliny trójlistkowej służyły dawniej jako namiastka chmielu przy produkcji piwa.